# Term
A logikában azon szimbólumokat, melyeket konstansokból, változókból, vagy függvényekből állítunk elő, termeknek nevezzük. Amennyiben egy nyelv összes függvényszimbólumának a leírása elérhető, előállítható az adott nyelven értelmezett összes term, a konstansok és változók behelyettesítésével.

## Formális definíció
{\displaystyle \pi } típusú termnek nevezzünk egy logikai szimbólumot, ha az a következők szerint áll elő:
- c, ha {\displaystyle c^{\pi }\in Cnst}, azaz konstans
- x, ha {\displaystyle x^{\pi }} változó
- {\displaystyle f(t_{1},t_{2},...,t_{k})}, azaz függvény, ha {\displaystyle f^{(\pi _{1},\pi _{2},...,\pi _{k}\rightarrow \pi )}\in Fn}, és {\displaystyle t_{1}^{\pi 1},t_{2}^{\pi 2},...,t_{k}^{\pi k}} is termek
- továbbá, azon szimbólumok, melyek az indukciós lépés véges sokszori alkalmazásával a fenti szabályok szerint állnak elő.

## Digitális elektronikai szerepük
A digitális technikában gyakran használt Karnaugh-tábla sorai és oszlopai az adott feladatban szereplő termeket adják meg. Kétféle leírási módjuk van ekkor: az ún. Minterm és Maxterm. Ezek a változók a logikai függvényben igaz vagy tagadott (ponált vagy negált) formában, egyszer és csakis egyszer szerepelhetnek.

### Minterm
Azon logikai függvények, szabályos alakjának független változóit hívjuk így, amelyek között ÉS kapcsolat áll fenn.
Jelölése: {\displaystyle m_{i}^{n}}
ahol:
- m: minterm
- n: független változók száma
- i: a minterm sorszáma (indexszáma)

A minterm sorszámát a bináris kód alapján a term változóiból képezzük. A változókat jobbról balra, növekvő sorrendű bináris helyértéknek tekintjük, majd az igaz változókat logikai 1-nek, a tagadott változókat logikai 0-nak tekintve a keletkezett bináris számot decimálissá alakítjuk.

#### Példa átalakításra
{\displaystyle {\overline {A}}\cdot B\cdot {\overline {C}}\cdot D\rightarrow 0\cdot 2^{3}+1\cdot 2^{2}+0\cdot 2^{1}+1\cdot 2^{0}=4+1=5\Rightarrow m_{5}^{4}}

### Maxterm
Azon logikai függvények, szabályos alakjának független változóit hívjuk így, amelyek között logikai VAGY kapcsolat van.
Jelölése: {\displaystyle M_{j}^{n}}
ahol:
- M: maxterm
- n: független változók száma
- j: a maxterm sorszáma (indexszáma)

A maxterm sorszámát a bináris kód alapján a term változóiból képezzük. A változókat jobbról balra, növekvő sorrendű bináris helyértéknek tekintjük, majd az igaz változókat logikai 0-nak, a tagadott változókat logikai 1-nek tekintve a keletkezett bináris számot decimálissá alakítjuk.

#### Példa átalakításra
{\displaystyle A+{\overline {B}}+{\overline {C}}+{D}\rightarrow 0\cdot 2^{3}+1\cdot 2^{2}+1\cdot 2^{1}+0\cdot 2^{0}=4+2=6\Rightarrow M_{6}^{4}}